# Irlandia na Zimowych Igrzyskach Olimpijskich 2002
Irlandię na Zimowych Igrzyskach Olimpijskich 2002 reprezentowało sześcioro zawodników.

## Bobsleje
- Peter Donohoe, Paul Kiernan (26. miejsce)

## Biegi narciarskie
- Paul O’Connor (sprint - 68. miejsce)

## Narciarstwo alpejskie
- Tamsen McGarry
- Paul Patrick Schwarzacher-Joyce

## Skeleton
- Clifton Wrottesley (4. miejsce)